# Adam Kaufman (acteur)
Pour les articles homonymes, voir Kaufman.
Adam Kaufman est un acteur américain né le 11 mai 1974, à New Canaan dans le Connecticut, États-Unis.

## Biographie
Adam Kaufman est né le 11 mai 1974, à New Canaan dans le Connecticut, États-Unis.
Il a un frère aîné, David Kaufman.

### Vie privée
De 2005 à 2011, il fut en couple avec l'actrice Poppy Montgomery. De cette union naît  leur fils, Jackson Phillip Deveraux Montgomery Kaufman, le 23 décembre 2007.

## Filmographie

### Cinéma

#### Longs métrages
- 2005 : Between de David Ocanas : James Roberts
- 2005 : Vieni via con me de Carlo Ventura : Michael
- 2006 : Altered : Les Survivants (Altered) d'Eduardo Sánchez : Wyatt

#### Court métrage
- 2021 : Garage de J. Aaron Sanders : Joshua

### Télévision

#### Séries télévisées
- 1997 / 2006 : New York, police judiciaire (Law and Order) : Douglas Burke / Swain, l'avocat
- 1999 - 2000 : Dawson (Dawson's Creek) : Ethan
- 2000 : Buffy contre les vampires (Buffy the Vampire Slayer) : Parker Abrams
- 2000 : New York, unité spéciale (Law and Order : Special Victims Unit) : Michael Goren
- 2001 : Temps mort (Dead Last) : Dom
- 2002 : Disparition (Taken) : Charlie Keys adulte
- 2003 : Les Experts : Miami (CSI : Miami) : Ted
- 2004 : Veronica Mars : André
- 2005 : DOS : Division des opérations spéciales (E-Ring) : Jared Vogel
- 2007 : Les Experts : Manhattan (CSI : NY) : Elliot Gano
- 2007 : Mad Men : Bob Shaw
- 2007 : Monk : Ted
- 2007 - 2009 : FBI : Portés disparus (Without a Trace) : Brian Donovan
- 2009 : Melrose Place : Nouvelle Génération (Melrose Place) : Toby
- 2009 : Cupid : Tommy Brown
- 2010 : NCIS : Enquêtes spéciales (NCIS) : Détective Philip McCadden
- 2012 : Hawaii 5-0 (Hawaii Five-0) : Karl Strathern
- 2013 : 90210 Beverly Hills : Nouvelle génération (90210) : Brock Paige
- 2013 : The Client List : Lewis Clark
- 2014 - 2015 : State of Affairs : Lucas Newsome
- 2015 : Stalker : Will
- 2016 : Secrets and Lies : R.B Warner
- 2017 : L' Arme Fatale (Lethal Weapon) : Brad
- 2017 : Crazy Ex-Girlfriend : Robert Donnelly
- 2017 - 2018 : iZombie : Harry Thorne

#### Téléfilms
- 2006 : Hello Sister, Goodbye Life de Steven Robman : Joe
- 2009 : Un mariage de raison (Loving Leah) de Jeff Bleckner : Jake Lever
- 2010 : L'Amour XXL (Lying to Be Perfect) de Gary Harvey : Chip / Alex Stanson Jr
- 2011 : Le prix d'une vie (Final Sale) d'Andrew C. Erin :
- 2011 : Perfectly Prudence de Paul Schneider : Michael Merchant
- 2013 : La Maison des souvenirs (The Thanksgiving House) de Kevin Connor : Rick
- 2015 : Une mère abusée (A Mother Betrayed) de Michael Feifer : Kevin